# Bertil Lagerström
Åke Bertil Georg Lagerström, född 29 maj 1916 i Uppsala, död 18 maj 1994 i Lidingö, var en svensk författare, journalist och översättare. Som journalist var Lagerström huvudsakligen verksam på veckotidningar, bland annat Filmjournalen.
”Tidigt engagemang för den ’hårdkokta’ amerik litt, vilken L äv skickligt översatt, o sinne f dramatisk intrig skapade bokframgångar, men gav sig senare huvudsakl uttryck i en stor mängd tidningsnoveller. ... Äv skådespel ...” (Litteraturlexikon, 1974)
Bertil Lagerström är gravsatt i minneslunden på Lidingö kyrkogård.

## Böcker
- Trasdockor: roman (Geber, 1943)
  - Dansk översättning: Kludedukker (1944)
- Gräsänkling: roman (Geber, 1945)
  - Dansk översättning: Ondskabens Minut (1946)
- Vingar över Pampas (ill.: Bo Vilson) (Åhlén & Åkerlund, 1946) (Pojkarnas flygbok, 1946)
  - Norsk översättning: Vinger over Pampas (1948)
- Det förtrollade diket (Geber, 1946)
- I död och lust (Trots, 1955) (under pseudonymen K. G. Staffans)
- Ondskans minut: en sensationell svensk thriller (Trots, 1955)
- Bränningar (Trots, 1957) (under pseudonymen K. G. Staffans)
- I rebellernas våld (ill. Göte Göransson) (Åhlén & Åkerlund/Bonnier, 1958)
- Boken om Svartlöga (tillsammans med Eric Österman) (Fröléen, 1959)
- Skatten på Sarangani (tillsammans med Eric Österman) (Fröléen, 1959)
- Lilla bilboken (Geber, 1961)
- Skepp från de sju haven (Geber, 1962)
- Hemlisar: en bok om chiffer och hemlig skrift (Askild & Kärnekull, 1980)
- Puls 180: roman (Askild & Kärnekull, 1981)
- Mannen från andra sidan (tillsammans med Sven A. Swallert) (Bra böcker, 1983)
- Knep & knåp för hela familjen (Semic, 1983)
- I jättens skugga: en bok om Charlotte Shaw och hennes man (Bra böcker, 1983)
- Gentleman i varannan tum: en bok om Frank Harris och hans tid (Bra böcker, 1983)
- Rebell i grön hatt: en bok om Nancy Cunard och hennes värld (Bra böcker, 1984)
- Superrekordboken: märkvärdigheter från A till Ö (Informationsförlaget, 1985)
  - Dansk översättning: Superrekordbogen (1989)
- Som sagt var: historiens 100 kvickaste repliker (Informationsförlaget, 1985)
- Gangsterliv (Informationsförlaget, 1985)
- När klockan slår tolv: 16 spökhistorier (Viking, 1986)
- En vrå av världen (Settern, 1987)
- Skotten i Sarajevo (tillsammans med Staffan Lagerström) (Rabén & Sjögren, 1993)
  - Dansk översättning: Skuddene i Sarajevo (1995)
- Kungen är skjuten! (tillsammans med Staffan Lagerström) (Rabén & Sjögren, 1993)
- Död åt tyrannen! : Tredje riket och attentaten mot Hitler (tillsammans med Staffan Lagerström) (Rabén & Sjögren, 1993)
  - Dansk översättning: Død over tyrannen! (1995)

## Översättningar (urval)
- Gerald Kersh: Loppans sång (The song of the flea) (Norstedt, 1949)
- James Jones: Härifrån till evigheten (From here to eternity) (Bonnier, 1954)
- William Thackeray: Berättelsen om Henry Esmond, Esquire (The history of Henry Esmond Esq.) (Ehlin, 1956)
- Nelson Algren: Röda lyktor (A walk on the wild side) (Wahlström & Widstrand, 1957)
- Richard Wright: Onkel Toms barn (Uncle Tom's children) (Bonnier, 1957)
- John Buchan: De trettionio stegen (The thirtynine steps) (Bonnier, 1957)
- Floyd Patterson och Milton Gross: Hårda bandage (Victory over myself) (översatt tillsammans med Anders Hernmarck) (Rabén & Sjögren, 1962)
- John Dickson Carr: Den gäckande änkan (Night at the Mocking Widow) (B. Wahlström, 1962)
- Irving Wallace: Mannen i Vita huset (The man) (Tiden, 1965)
- James Michener: Åter till paradiset (Return to paradise) (Rabén & Sjögren, 1967)
- Colleen McCullough: Törnfåglarna (The thorn birds) (Askild & Kärnekull, 1978)

## Filmmanus
- För tapperhet i tält (1965)